# Michel Debré
Michel Debré, född 15 januari 1912 i Paris i Frankrike, död 2 augusti 1996 i Montlouis-sur-Loire, var en fransk politiker. Han var Femte republikens förste premiärminister (1959–1962). 
Michel Debré var son till läkaren Robert Debré och Jeanne Debat-Ponsan. Debré ingick i Charles de Gaulles regering som justitieminister (1958–1959), premiärminister (1959 till 1962), ekonomiminister (1966–1968) och utrikesminister (1968–1969). I Georges Pompidous regering innehade han posten som försvarsminister (1969–1973).
Han medverkade till utformningen av Femte republikens konstitution 1958. 1988 invaldes han i Franska akademin (stol 1), som efterträdare till Louis de Broglie, och efterträddes efter sin död av François Furet.
Han var kusin med matematikern Laurent Schwartz.